# Heathen
A Heathen amerikai thrash metal/speed/ progresszív metal együttes. 1984-ben alakultak San Franciscóban. Első nagylemezüket 1987-ben jelentették meg. Lemezeiket a Combat Records, Roadrunner Records, Nuclear Blast illetve Mascot Records kiadók dobják piacra. Az együttes 2019-ben stúdióba vonult és új albumon dolgozik. 2020-ban meg is jelentetik az albumot, Empire of the Blind címmel.

## Tagok
- Lee Altus - gitár (1984-1992, 2001-)
- David White - éneklés (1985-1988, 1989-1992, 2001-)
- Kragen Lum - gitár (2007-)
- Jason Viebrooks - basszusgitár (1991-1992, 2011-)
- Jon Dette - dobok (ideiglenesen, 2013-)

## Diszkográfia
Stúdióalbumok
- Breaking the Silence (1987)
- Victims of Deception (1991)
- The Evolution of Chaos (2009)
- Empire of the Blind (2020)